# Johann Plüss
Johann Plüss (* 25. März 1788 in Zofingen; † 9. Oktober 1864 ebenda) war ein Schweizer Politiker und Richter. Von 1858 bis 1860 gehörte er dem Nationalrat an.

## Biografie
Plüss war der Sohn eines Dragonerleutnants. Er war hauptberuflich als Landwirt tätig, ausserdem führte er eine kleine Gaststätte; um 1840 war er Besitzer einer Ölmühle. Von 1826 bis 1831 amtierte er als Bezirksrichter in Zofingen, danach bis 1838 als Oberrichter. Sowohl 1830/31 als auch 1851 gehörte er dem Verfassungsrat an.
Als Vertreter der gemässigten Liberalen wurde Plüss 1831 in den Grossen Rat des Kantons Aargau gewählt, dem er bis 1845 und nochmals im Jahr 1852 angehörte. Dieser wiederum wählte ihn für den Zeitraum 1838 bis 1841 in den Regierungsrat. Nachdem er bei den Nationalratswahlen 1857 erfolglos geblieben war, entschied er im Januar 1858 eine Nachwahl im Nationalratswahlkreis Aargau-Südwest für sich. 1860 verpasste er die Wiederwahl deutlich.